# UGC 63
UGC 63 es una galaxia irregular localizada en la constelación de Pegaso.